# I nostri mariti
I nostri mariti è un film del 1966, diviso in tre episodi indipendenti: il primo, Il marito di Roberta, diretto da Luigi Filippo D'Amico; il secondo, Il marito di Olga, diretto da Luigi Zampa; il terzo, Il marito di Attilia ovvero nei secoli fedeli, diretto da Dino Risi.

## Trama

### Il marito di Roberta -  ovvero Un matrimonio difficile
Orvieto. Giovanni Lo Verso si innamora di Roberta durante una rappresentazione teatrale in cui lei recita vestita da soldato: Giovanni la conquista e un anno dopo si sposano. Il tempo passa ma i due non hanno alcun rapporto sessuale: Roberta scopre infatti di sentirsi uomo, decide di operarsi e diventa un soldato vero. Tuttavia, Giovanni continua ad amarla anche da militare e, dopo aver tentato di baciarla, rischia di subire il linciaggio della folla.

### Il marito di Olga - ovvero Il complesso di Angelotto
Ottavio Pelagatta, impiegato presso la curia di Bergamo, sposa Olga quando scopre che questa erediterà una fortuna dalla zia ottantenne. Alla morte della zia scoprono però che erediteranno solo quando avranno un figlio. Ottavio, sotto pressione, non riesce più ad avere rapporti con sua moglie, pertanto Olga sarà costretta a corteggiare il ragionier Manzi affinché questi la metta incinta.

### Il marito di Attilia - ovvero Nei secoli fedeli

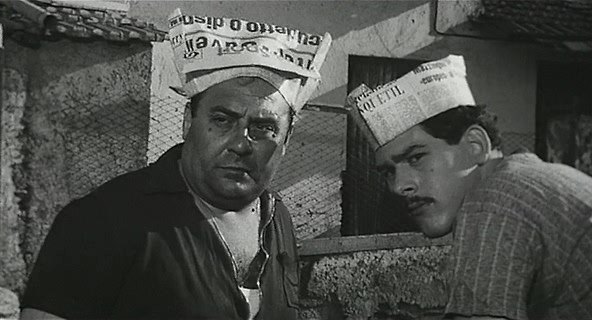
Mario Frera (a sinistra) e Renato Romano (a destra) in un fotogramma del film.

Roma. Il marito di Attilia è latitante in quanto ricercato dai carabinieri per furto e aggressione. Quando però l'appuntato veneto rubacuori Umberto Codegato, sotto le mentite spoglie di muratore, corteggia Attilia come previsto da un astuto piano dei carabinieri, il marito cade nel tranello ed esce allo scoperto per punire la moglie presunta adultera e il suo presunto amante: il delinquente finisce in galera, mentre Attilia avrà modo di consolarsi proprio con Umberto.

## Curiosità
Il secondo e il terzo episodio del film sono interamente in bianco e nero. Il primo, invece, pur cominciando in bianco e nero, è quasi interamente a colori.